# 富士松駅
富士松駅（ふじまつえき）は、愛知県刈谷市今川町一丁目にある名古屋鉄道名古屋本線の駅である。駅番号はNH21。

## 概要
普通列車のみが停車し、毎時ほぼ4本（土・休日の夜間は毎時2本）が設定されている。また、近隣にある豊明駅・前後駅または知立駅・新安城駅でおおむね緩急接続が図られている。無人駅だが、刈谷わんさか祭りの開催場所の最寄り駅となり利用が多いことから、祭りの当日は駅員を数名配置しているほか、2007年（平成19年）からは通常は停車しない急行列車などを停車させている。
1923年（大正12年）の開業時には所在地の地名をとって「今川駅」と称していたが、1952年（昭和27年）に村名（富士松村）をとって現在の駅名に改称した。

## 歴史
- 1923年（大正12年） -  4月1日 - 愛知電気鉄道の今川駅として開業。
- 1935年（昭和10年）8月1日 - 名古屋鉄道の駅となる。
- 1952年（昭和27年）3月1日 - 富士松駅に改称。
- 1971年（昭和46年）11月13日 - 駅周辺の整備事業（衣浦東部都市計画事業刈谷富士松土地区画整理事業）開始。
- 1982年（昭和57年）7月6日 - 北口駅舎完成[2]。
- 1993年（平成5年）5月21日 - 駅周辺の整備事業終了。ロータリーや噴水、道路など駅前が整備される。
- 1994年（平成6年） - 名古屋鉄道発足100周年記念で駅構内トイレ設置。
- 1997年（平成9年）12月1日 - 刈谷市公共施設連絡バスが「富士松支所」バス停留所（同駅より徒歩で約2分）新設。
- 2002年（平成14年）10月1日 - 刈谷市公共施設連絡バス「富士松支所」停留所廃止、駅前に「富士松駅」停留所を新設。
- 2003年（平成15年）3月27日 - ダイヤ改正で上下線とも停車本数が増加する。また名古屋方面の所要時間が短縮される。
- 2004年（平成16年）
  - 9月1日 - 上りホームへのスロープが完成。
  - 9月15日 - トランパスの供用開始[3]。無人化[4]。駅構内のトイレが廃止され、駅構外の公衆トイレに統合。
- 2007年（平成19年）4月1日 - 名鉄バス刈谷・愛教大線新設。民間路線バスのバス停留所が駅前に出来る。
- 2010年（平成22年）3月4日 - 上りホーム上に中継信号機設置。
- 2011年（平成23年）2月11日 - ICカード乗車券「manaca」供用開始。
- 2012年（平成24年）2月29日 - 「トランパス」供用終了。
- 2013年（平成25年）3月25日 - 駅南側の踏切拡張（歩道設置）。
- 2014年（平成26年）3月23日 - 南口駅舎設置[5]、下りホーム屋根延伸、ホーム嵩上げ、跨線橋改修、バリアフリー化。

先代北口駅舎

## 駅構造

### 駅舎
以前は有人駅だったが、2004年（平成16年）9月15日 のトランパス導入と同時に、駅集中管理システム（管理駅は知立駅）が導入され、無人駅となった。改札口は各ホームの知立寄りに1箇所ずつあり、付近には自動券売機（新規manaca通勤定期乗車券及び継続manaca定期乗車券の購入も可能ではあるが、7:00～22:00以外の時間は名鉄ミューズカードでの決済が不可能である）と、自動精算機（ICカードの積み増し等も可能）が1台ずつ設置されている。また、改札機は2台（何れもICカード対応）設置されており、そのうちの1台は車椅子対応である。
従前は北改札口（上りホーム側）しかなかった上に、互いのホームを行き来できる跨線橋にはバリアフリー設備がないため、車椅子などを利用する旅客に対しては「名古屋方面の列車を利用する場合には近隣の駅で折返し乗車」するように案内していた（この駅から乗車して名古屋方面へ向かう場合には、一旦上り列車で知立まで向かって下り列車に乗り換える。逆に、下り列車に乗車していてこの駅で下車する場合には、一旦豊明まで乗車して上り列車に乗り換える形になっていた）が、2014年に新たに南改札口（下りホーム側）が開設され、下りホームもバリアフリー化された。
北改札口の駅舎や駅前広場、周辺の道路は、1971年（昭和46年）から始まった刈谷市が行った衣浦東部都市計画事業刈谷富士松土地区画整理事業（駅周辺の整備事業）により整備され、駅舎は1982年（昭和57年）7月6日に建て替えられた。北改札口の駅舎や駅前広場はレンガを基調としたデザインとなっている。
駅構内のトイレは2004年（平成16年）に廃止されたが、北改札口の横（改札外）にバリアフリー対応の公衆トイレがある。

### ホーム・配線
相対式ホーム2面2線の跨線橋を持つ地上駅である。ホームの一部は県道の上にある。
上下線とも、有効長は19m車両6両分であり、屋根はこのうち約3両分設置されている。なお、屋根が無い部分ではホームの幅が比較的狭隘であるほか、電柱が建てられていることや曲線を描いている線形とあわせてホーム前後の見通しは良くないが、乗務員支援のためのカメラなどは設置されていない。
南口駅舎建設にあわせて、ホーム嵩上げ、跨線橋改修、上り線ホーム上屋延伸、ホーム延伸、南口駅舎スロープ上屋設置が2014年（平成26年）3月に完了した。

### のりば
| 番線 | 路線          | 方向 | 行先                 |
| ---- | ------------- | ---- | -------------------- |
| 1    | NH 名古屋本線 | 下り | 金山・名鉄名古屋方面 |
| 2    | NH 名古屋本線 | 上り | 東岡崎・豊橋方面     |

カーブの半径は800m。1番線は内カーブで見通しが悪いため通過列車に105km/hの速度制限がかかる。
当初は当駅に待避設備を設け主要駅とする動きもあったが、地元の反対に遭い阿野駅（現在の豊明駅）に変更された経緯がある。

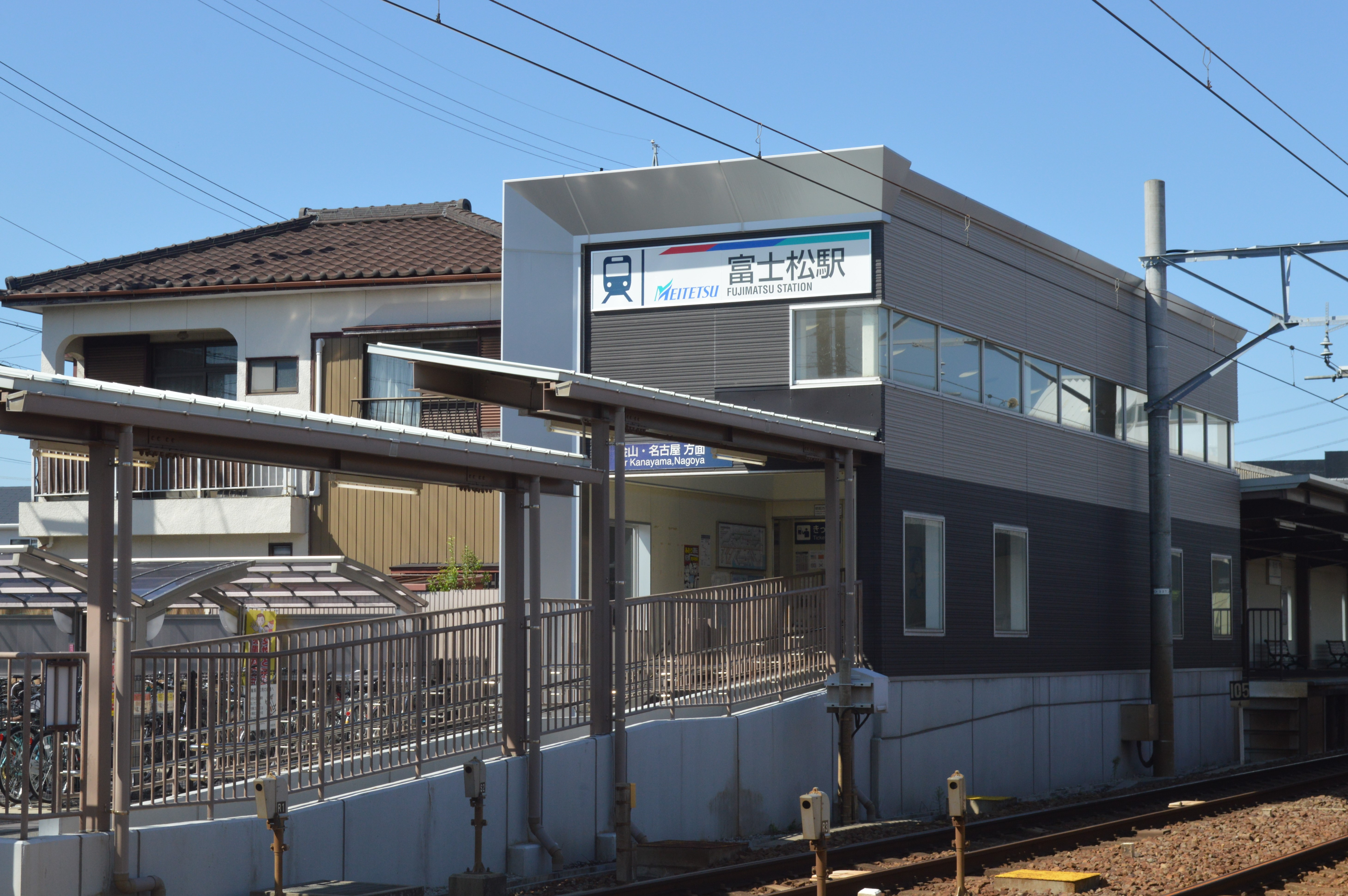
南口駅舎
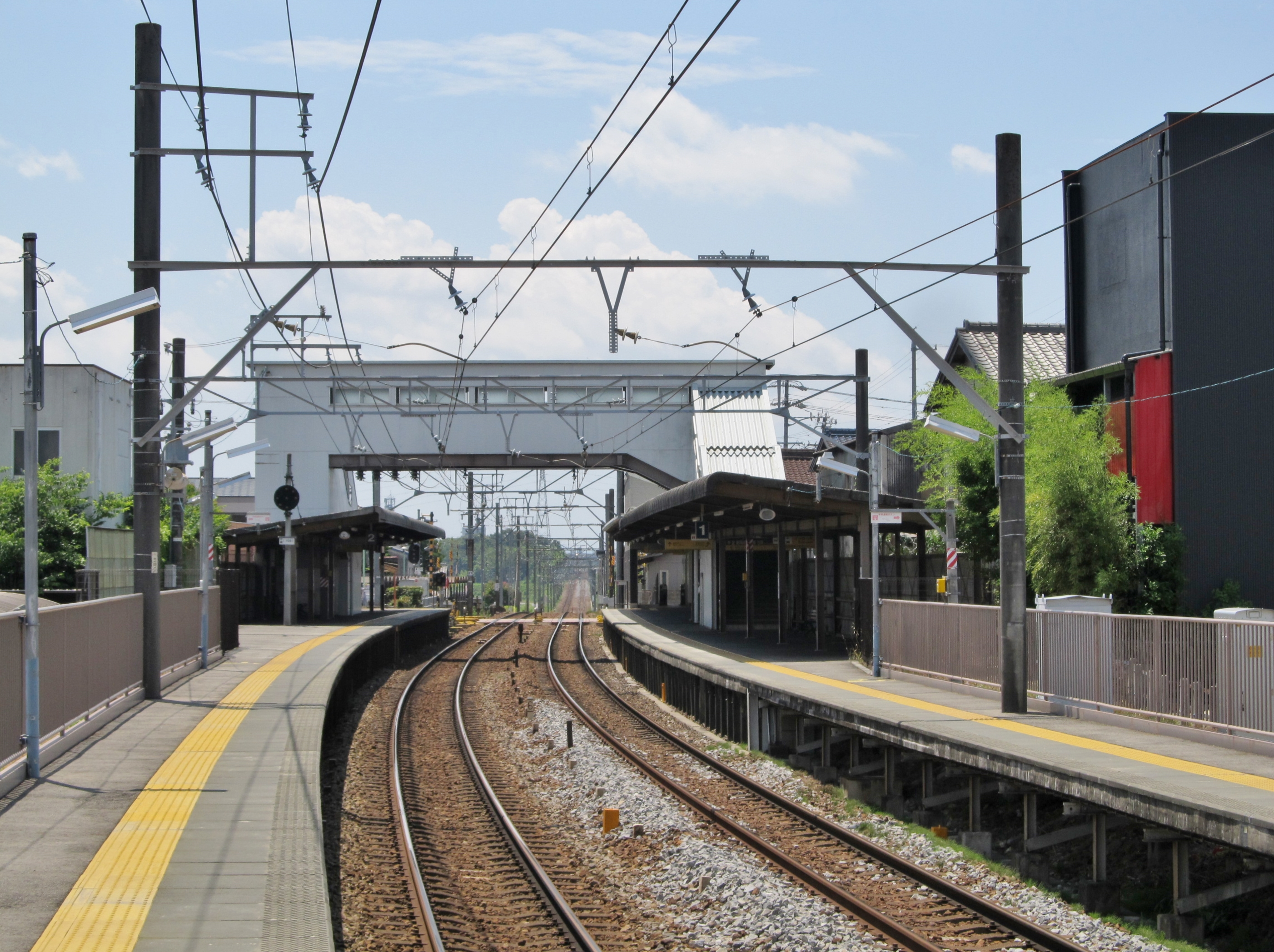
ホーム
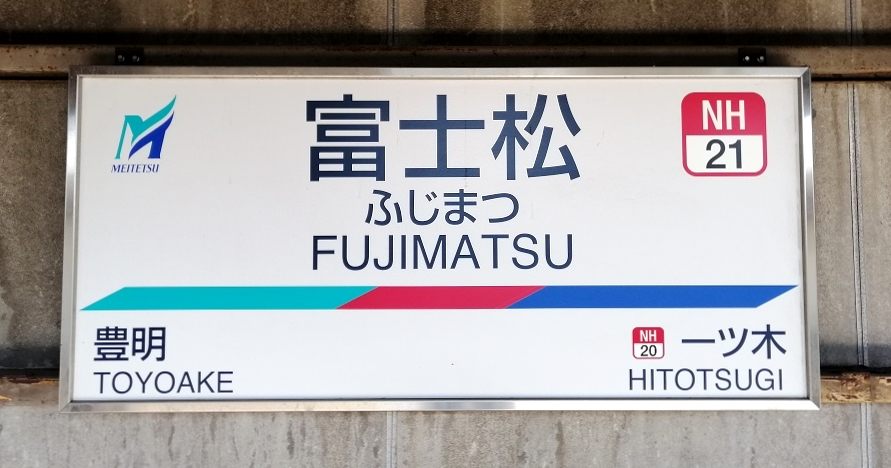
駅名標

### 配線図
| ← 東岡崎・ 豊橋方面 | 富士松駅 構内配線略図 | → 神宮前・ 名古屋方面 |
| 凡例 出典:          |                       |                       |

## 刈谷市の取り組み
刈谷市の富士松駅への主な取り組みは、2003年（平成15年）に発行され、10年後の2013年（平成25年）までを計画期間とする『第6次刈谷市総合計画「FORWARD」』によると、以下のようなものである。
第3章1節6項公共交通の施策の内容の（1）鉄道整備3に「名鉄名古屋本線富士松駅での停車本数の増加」を掲げている。なお、『刈谷市都市交通戦略』では富士松駅の急行停車を市から要望中とある。
第3章1節6項公共施設の施策の内容の（2）バス事業の充実2に「民間活力を活用した新たなバス事業の誘導、支援などを検討する」と掲載しており、2007年（平成19年）4月1日に刈谷市の要請で名鉄バス刈谷・愛教大線が開設された。

## 利用状況
2007年（平成19年）に名鉄バスの刈谷・愛教大線が開設したことで、愛知教育大学の学生による利用も増えている。
- 『名鉄120年：近20年のあゆみ』によると2013年度当時の1日平均乗降人員は2,640人であり、この値は名鉄全駅（275駅）中 160位、 名古屋本線（60駅）中 43位であった[14]。
- 『名古屋鉄道百年史』によると1992年度当時の1日平均乗降人員は1,945人であり、この値は岐阜市内線均一運賃区間内各駅（岐阜市内線・田神線・美濃町線徹明町駅 - 琴塚駅間）を除く名鉄全駅（342駅）中175位、 名古屋本線（61駅）中41位であった[15]。
- 「移動等円滑化取組報告書」によれば、2023年度の1日平均乗降人員は3,316人である[16]。

## 駅周辺

### 施設
- 国道1号
- 旧東海道
- 国道23号（知立バイパス）
- 愛知県道282号今川刈谷停車場線
- 愛知県道289号富士松停車場線
- 刈谷市役所富士松支所
- 刈谷市北部子育て支援センター
- 刈谷市立富士松中学校
- 刈谷市立富士松南小学校
- 刈谷市立富士松北小学校
- 刈谷市立富士松東小学校
- 刈谷市総合運動公園
- 富士塚公園
- お富士の松
- 小堤西池

### バス
名鉄バス
- 刈谷・愛教大線【29】
  - 刈谷市北部方面：愛知教育大学行き
  - 刈谷市総合運動公園方面：刈谷駅行き

刈谷市公共施設連絡バス
- 西境線
  - 刈谷駅方面：ひまわり行き
  - 刈谷ハイウェイオアシス方面：洲原温水プール行き

### タクシー
- 刈谷交通

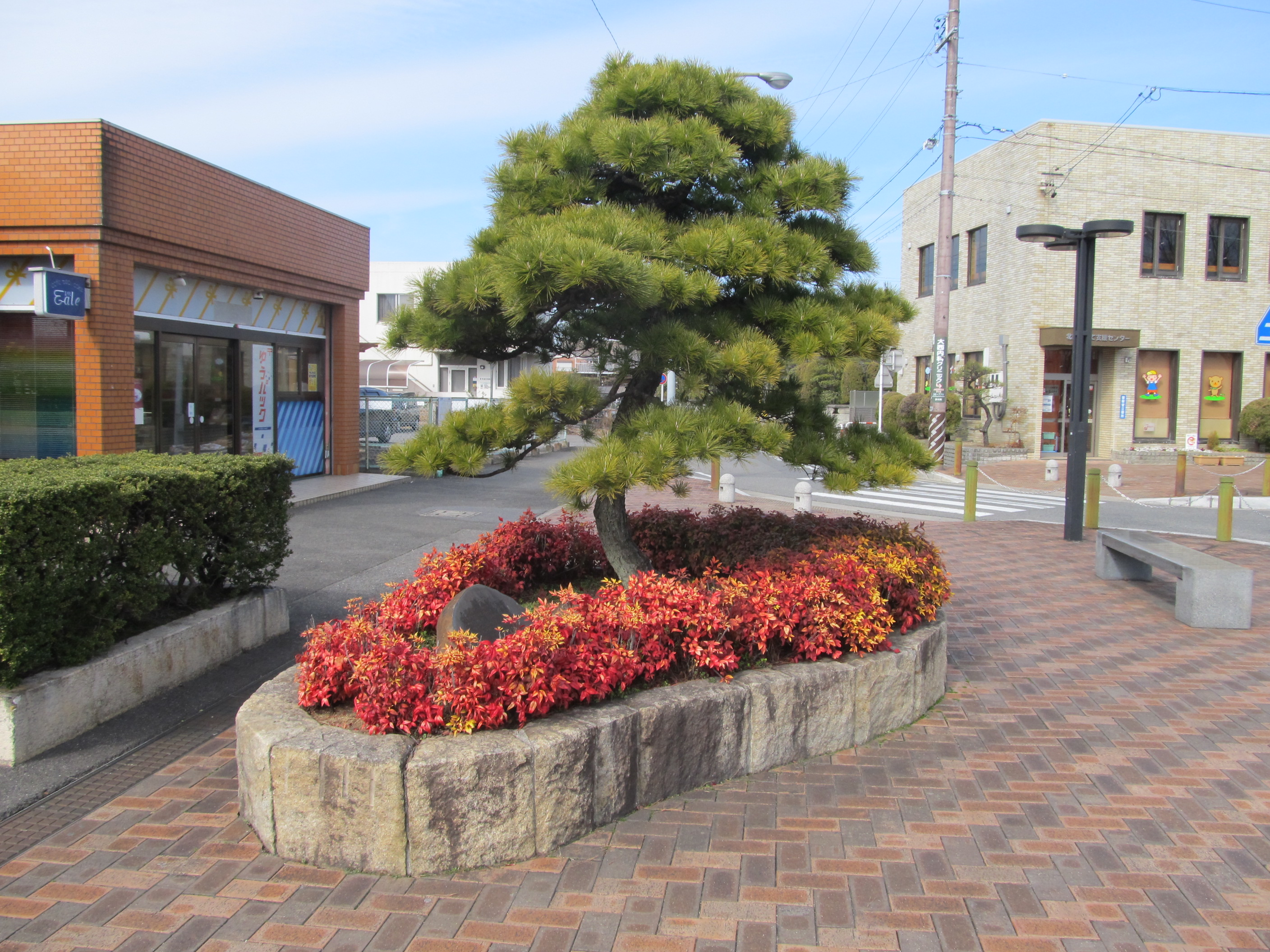
お富士の松
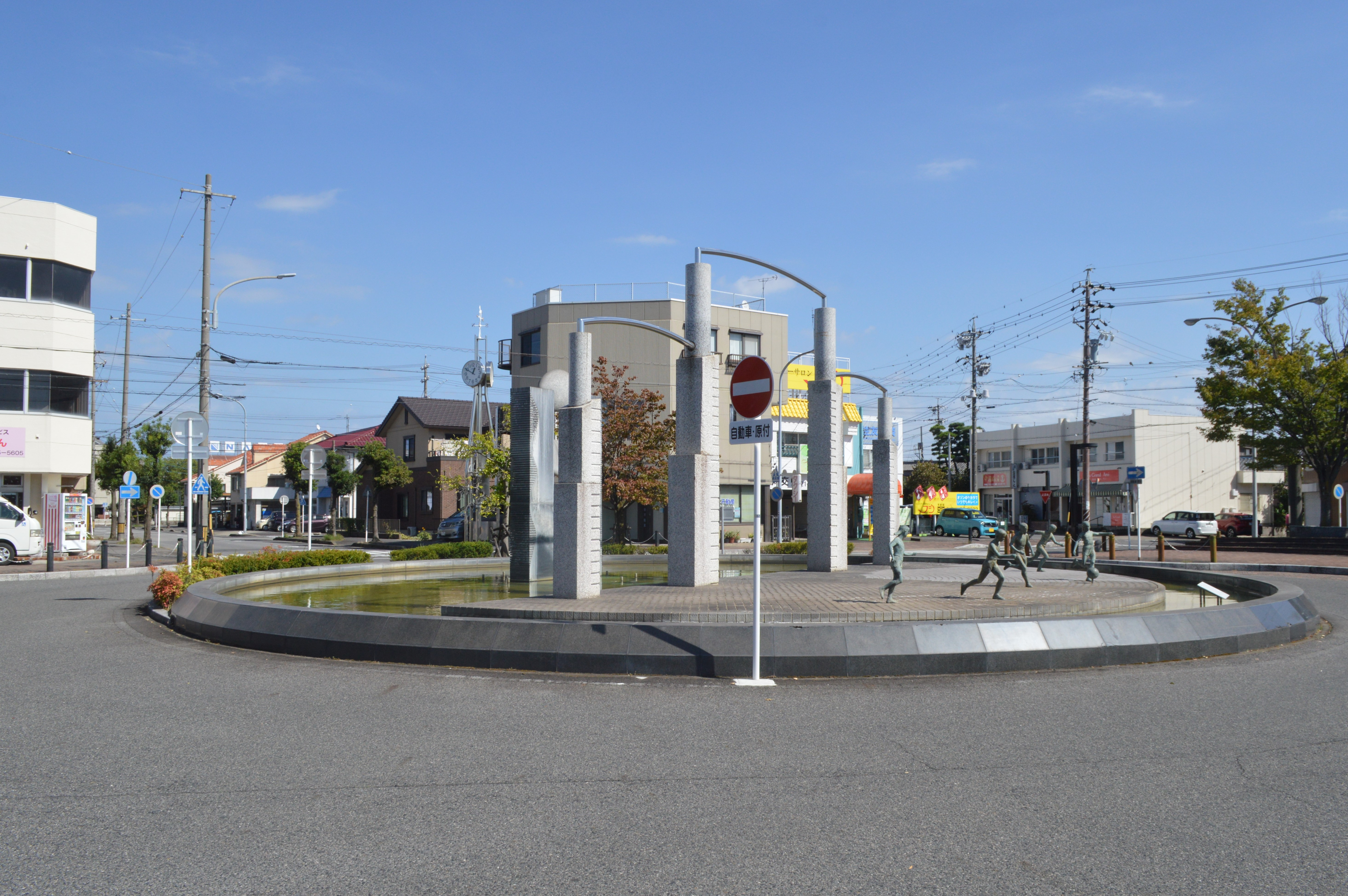
駅前ロータリー
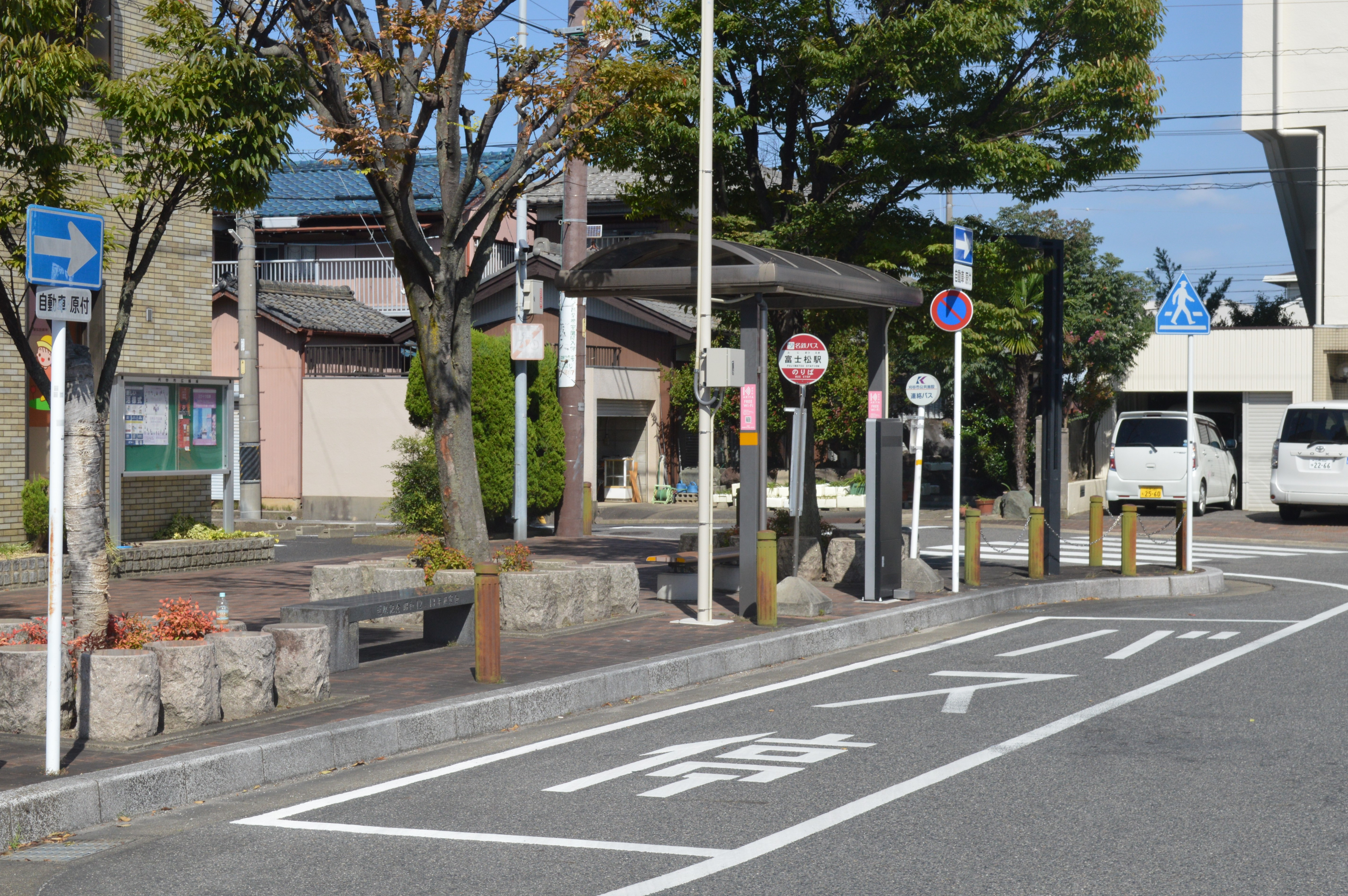
富士松駅バス停

## 隣の駅
名古屋鉄道
NH 名古屋本線
□快速特急・■特急・■急行・■準急
通過
■普通
一ツ木駅 (NH20) - 富士松駅 (NH21) - 豊明駅 (NH22)